# 江厦街
江厦街，是浙江省宁波市一条城市主干道，位于海曙区境内，全长450米。江厦街得名于江厦的地名，后者指的是自灵桥至三江口沿江的狭长地带，与江厦街的位置基本一致。近代，由于贸易的繁荣，江厦附近集中了大量的钱庄、商铺、码头、鱼肆等，盛极一时，因而民间有“走遍天下，不如宁波江厦”一说，文革时期曾和灵桥路及长春路东南段并称延安路，1981年改回原名:44。

## 历史
江厦街得名于江厦的地名，而江厦的地名来源已不可考，一种说法为得名于已不存在的江下寺，另一种说法为江厦地处奉化江下游，但两种说法都无法解释“厦”字的来历。这一地名最早出现在清末《宁波府城厢水陆舆图》中，包含半边街、双街、钱行街、糖行街四条小街，宁波天妃宫等庙宇以及沿奉化江的码头。江厦街一词则最早出现在1936年民国《鄞县总图》中，然而，彼时所谓“江厦街”，只是局部的沥青路。真正贯通的江厦街直到1951年方才出现。
近代的江厦区域主要包含半边街、双街、钱行街、糖行街四条小街。其中，半边街紧靠奉化江，1951年之前曾经长期是宁波最为繁荣的鱼市场，后由于市场国营而日渐萧条。改革开放后，半边街鱼市曾经再度繁荣，后因1988年建设江厦公园而拆除。双街则主要是咸货行，出售宁波特产的海蜇头、白皮子、红膏炝蟹、咸带鱼等咸货。而糖行街则主要经营南北货，同样盛极一时。
钱行街在四条小街中最为繁华。宁波开埠后，钱行街一度钱庄林立，小港李家、江东严家、湖西赵家、洋墅徐家、慈溪董家等著名商业家族都在钱行街拥有自己的钱庄或拥有大笔钱庄股份。整条街上曾有大小近百家钱庄。钱行街形成的“过账制度”简便了汇兑的过程，在使钱行街形成宁波金融中枢的同时，也给宁波钱庄业带来了较强的竞争力。钱庄的繁荣也带动了江厦一代的消费，“状元楼”、“东福园”等著名酒家纷纷开业。
1941年，宁波被日军占领，钱庄大都停业。抗战结束后，钱庄业有所恢复，但已大不如前。1949年9月13日，国军轰炸灵桥及附近地区，导致建筑大面积毁坏。1951年，在原江厦废墟上建成了真正意义上的江厦街。1972年和1987年，江厦街两次拓宽，达到现在的规模。

## 影响
宁波市海曙区江厦街道即得名于江厦这一地名。
2012年上映的反映宁波商帮发展历程的电视剧《向东是大海》中在宁波的故事场景即位于江厦街。拍摄时，剧组根据历史资料，在横店影视城重建了宁波江厦的原貌。

## 相交道路
- 北接新江桥
- 中山路
- 东渡路
- 药行街（西），灵桥（东）
- 南接灵桥路